# Najstarsza Synagoga w Złotowie
Najstarsza Synagoga w Złotowie – synagoga znajdująca się w Złotowie przy parkingu domu handlowego „Centrum”, w sąsiedztwie placu Ignacego Paderewskiego. Jest najstarszym zachowanym budynkiem w mieście.
Synagoga została zbudowana w latach 40. XVII wieku. Na początku XVIII wieku król Polski August II Mocny ufundował dla synagogi wielki świecznik. Po wybudowaniu nowej synagogi około 1809 roku przestała pełnić swoje funkcje. Obecnie znajduje się w niej magazyn.